# L'altra faccia del padrino
L'altra faccia del padrino è un film del 1973 diretto da Franco Prosperi.
Il film è una parodia del celebre film di Francis Ford Coppola Il padrino, uscito l'anno prima.

## Trama
New York. Il padrino Don Vito Monreale conosce per caso il cantante italo-americano Nick Buglione. Visto che i due si somigliano come due gocce d'acqua, Don Vito decide di sfruttare questa somiglianza a suo favore.